# Craiova
Craiova (/kra'jo.va/ⓘ) es una ciudad con estatus de municipiu de Rumania, capital del distrito de Dolj, emplazada cerca de la orilla izquierda del río Jiu en la Oltenia central, equidistante aproximadamente entre los Cárpatos meridionales y el río Danubio. Craiova es la principal ciudad comercial, cultural y centro universitario al oeste de Bucarest.

## Historia
Craiova, que se asienta sobre la antigua ciudad dácica y romana de Pelendava, es la capital de la Oltenia. Oltenia fue en su origen un  Ban de Valaquia, correspondiendo el vocablo Ban al título eslavo más alto de una familia boyarda, siendo en este caso la familia de los Craioveşti, de los que el más conocido es Miguel el Valiente (en rumano Mihai Viteazul). Los Ban poseían el derecho de acuñar moneda utilizando su propia imagen (el origen de la palabra rumana ban, como subdivisión del Leu rumano está en estas monedas).

En 1395 Craiova fue probablemente el lugar en que el príncipe de Valaquia Mircea I de Valaquia, en rumano conocido también como Mircea cel Bătrân (Mircea el Viejo) derrotó a Beyazid I (o Bayaceto I), sultán otomano. 

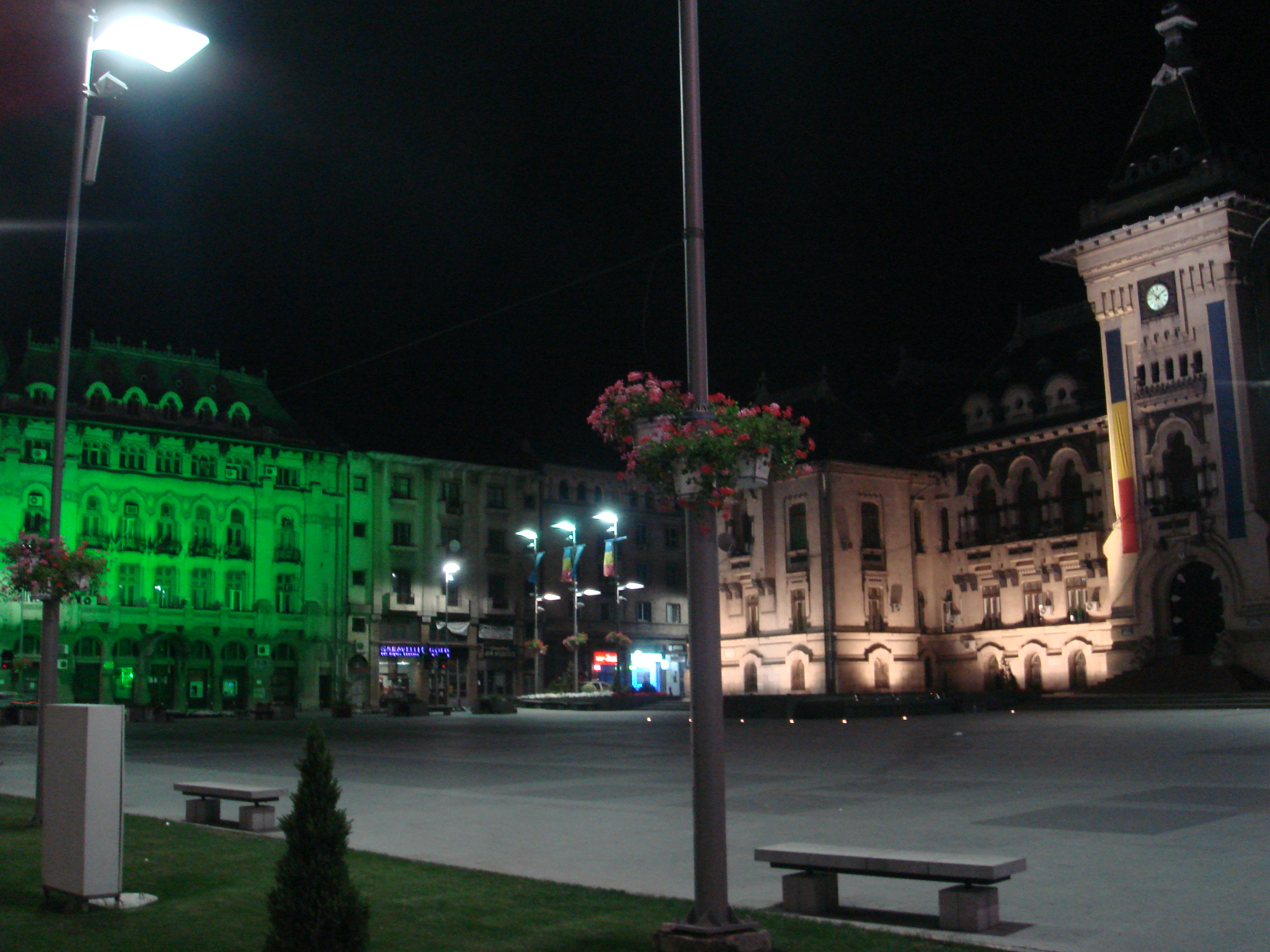
Plaza Craiova

Frecuentemente denominada simplemente como la "Ciudad" desde mediados del siglo XVI, Craiova y su región ha sido siempre considerada como una de las zonas económicamente importantes de Valaquia y del conjunto de Rumania.
En el período en que Craiova y su región pertenecían al Sacro Imperio Romano Germánico, entre 1718 y 1739, se produjo un declive económico, motivado por las presiones centralizadoras de la monarquía austriaca, lo que comportó protestas de los ban de Craiova. En 1761, durante el reinado del príncipe Constantino Mavrocordatos, los ban trasladaron su residencia a Bucarest, dejando unos kaymakam o representantes en su lugar, a efectos de administración.
En época del príncipe Emanuel Giani Ruset, la capital de Valaquia se trasladó a la ciudad de Craiova (1770 a 1771), ya que era vista como un lugar de refugio durante la Guerra Ruso-Turca de 1768-1774. Gran parte de la ciudad quedó afectada por un incendio provocado por el pachá rebelde Osman Pazvantoğlu en 1800.
Durante la revuelta válaca de 1821, los habitantes del actual judeţ de Dolj se unieron en gran número a los Pandur de Tudor Vladimirescu, contribuyendo así a una marcha revolucionaria hacia Bucarest. Costache Romanescu, ciudadano de Craiova, se encontraba entre los líderes del Gobierno provisional durante la revolución válaca de 1848. Los dos últimos soberanos de Valaquia, Gheorghe Bibescu y Barbu Dimitrie Ştirbei, pertenecían a una importante familia boyarda de Craiova, la familia Bibescu.
El período que siguió a las luchas por la independencia de Rumania fue un momento de auge y progreso económico y cultural y, de este modo, a finales del siglo XIX la ciudad, que ya había alcanzado los 40.000 habitantes, había desarrollado igualmente algunas pequeñas industrias (relativas a productos químicos, material agrícola y materiales de construcción), así como manufacturas textiles.
Existió en la ciudad de Craiova una Academia de Hijos de Militares, en la que estudió el futuro mariscal y dictador de Rumania Ion Antonescu.
Durante la Primera Guerra Mundial la ciudad fue ocupada por las Potencias Centrales tras la entrada en guerra de Rumania. Igualmente, durante la Segunda Guerra Mundial fue ocupada por el Ejército Rojo en 1944, tras el hundimiento del sector sur del Frente Oriental.

## Economía
En Craiova existe una planta automovilística, que perteneció a Citroën para pasar posteriormente a Daewoo, y en la que en el período en que formó parte de Citroën se producía el Citroën Visa, que en el mercado rumano adoptó el nombre de Oltcit. Tras la quiebra de la empresa coreana Daewoo pasó a manos de la empresa estadounidense Ford Motor Company y del Gobierno de Rumania.

## Patrimonio cultural

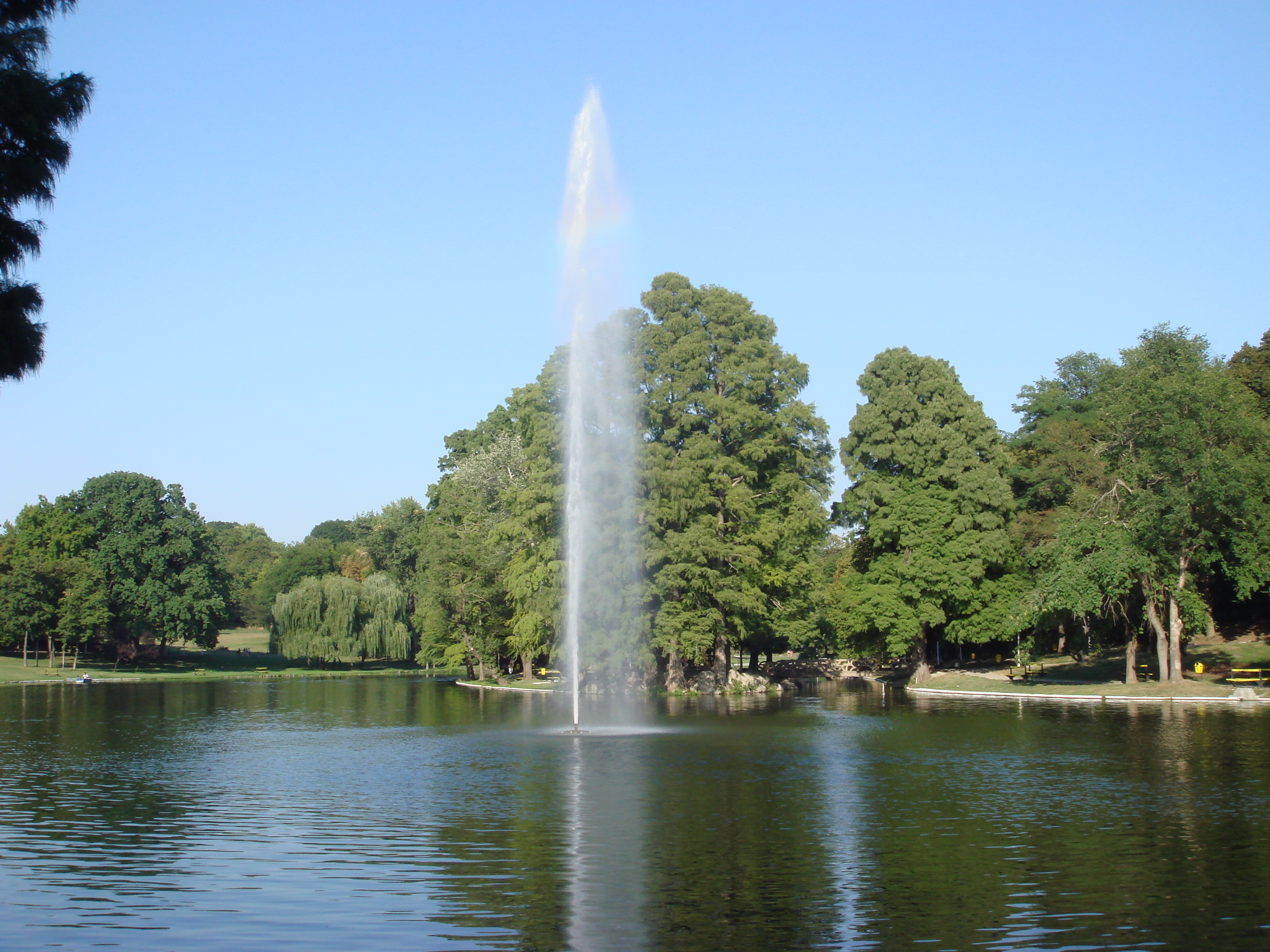
Parque Nicolae Romanescu

Es de destacar el Parque Nicolae Romanescu, con una superficie de 90 hectáreas, por lo que es propicio a los largos paseos, y en el que se encuentra un lago con restaurante y terraza con funciones de embarcadero. La maqueta de este parque, presentada por el arquitecto francés Edgar Redont, obtuvo el Gran Premio de la Exposición Universal de París (1900). Se trata del segundo parque paisajístico urbano en Europa por superficie.
La Prefectura se encuentra en la plaza central de la ciudad, pudiéndose admirar en esta misma plaza la estatua de Miguel el Bravo.
El Museo de Arte de Craiova posee varias esculturas de Constantin Brâncuşi, entre ellas El Beso, así como numerosos cuadros de Theodor Pallady, pintor amigo de Henri Matisse. Brâncuşi estuvo vinculado a Craiova desde los inicios de su carrera artística en los últimos años del siglo XIX, efectuando en la misma sus primeros estudios escultóricos.
Existen igualmente un Museo Etnográfico y un Museo Histórico.
También se conservan dos iglesias de los siglos XVI y XVII.
La ciudad de Craiova es la sede de la Orquesta Filarmónica de Craiova, fundada en el año 1904.

## Educación
La Universidad de Craiova, fundada en 1950, es uno de los más importantes centros universitarios rumanos, contando con unos 25.000 estudiantes en el año 2005.
Hay igualmente numerosos institutos, siendo los más importantes los de Balcescu, Hermanos Buzeşti, Carol, Elena Cuza o Stefan Odobleja.

## Deportes
Existe un club de fútbol, el Universitatea Craiova (que toma su nombre del nombre en rumano de la Universidad de Craiova) fundado en 1948, que ha ganado varias veces la Liga y la Copa de Rumania, pero fue disuelto en el año 2010 Su estadio es el Ion Oblemenco, así denominado en honor del futbolista rumano, originario de la ciudad.
Cuenta con un pabellón polivalente (Sala Polivalentă din Craiova) con un aforo aproximado para recibir a 4215 espectadores. Fue terminado en noviembre de 2012 con un costo de 35 millones de euros. Es una propiedad del municipio de Craiova y lo gestiona la RAADPFL Craiova.

## Política
El Ayuntamiento de Craiova, tras las elecciones municipales de 2004, está formado por un total de 27 concejales, según la distribución siguiente:
- Partido Socialdemócrata 12
- Justicia y Verdad 8
- Partido de la Gran Rumanía  4
- Partido Conservador 2
- Independiente 1

## Religión
La ciudad de Craiova es la sede de la Metropolía de Oltenia (Arzobispado de Craiova), dentro de la jerarquía de la Iglesia Ortodoxa Rumana.

## Ciudades hermanadas
- Kuopio (Finlandia)
- Nanterre (Francia)
- Shiyan (China)
- Skopje (Macedonia del Norte)
- Vratsa (Bulgaria)
- Lyon (Francia)
- Upsala (Suecia)
- Valencia (España)